# 我要高飛 (1980年電影)
《我要高飛》（英語：Fame）是一部由大卫·德席尔瓦構思和監製，亞倫·帕克執導的美國歌舞片，敘述位於紐約的表演藝術高級中學，某中一班學生學習的故事。
電影總共有五個段落，分別為「選拔」、「第一年」、「第二年」、「第三年」和「第四年」。該電影在《娛樂周刊》2006年五十大最佳高中電影中排名第42位。
該電影曾經改編成電視劇、外傳式電視劇、音樂劇和真人秀。《我要高飛》亦曾在2009年被翻拍。

## 電影名稱
《我要高飛》原名《熱午餐》，直至導演亞倫·帕克發現42街的一部由阿尔·帕克主演的色情電影擁有同樣名字之後，在餘下十四個星期的拍攝期內均只以「標題」作為電影名稱。據監製大衛·德席爾瓦的回憶，如使用原名，就會和那部色情電影混淆。

## 劇情

### 面試
傑出學生正在與較不成功的申請者面試。在戲劇部，蒙哥马利忘記了台詞，多莉絲在她愛出風頭、堅持要她在面試中唱歌的母親的陪同之下仍然緊張。在音樂部，布魯諾的父親和叔叔協助將布魯諾的電子琴和設備從的士取出。布魯諾的電子設備讓保守的音樂老師沙羅夫斯基受驚。
在舞蹈部，莉莎自小便開始跳舞。可可確定自己會被錄取，並感謝包括舞蹈部在內的全能精英組合。勒罗伊就在陪同他面試中的朋友參加例行舞蹈，但舞蹈老師反而較為欣賞他的才華。在嘗試音樂部和舞蹈部的面試後，拉爾夫成功通過戲劇部的面試。

### 第一年
新生在開學日得悉學術成績與表演成績同等，勒罗伊亦因此與英語老師舍伍德起盼爭。多莉絲的力量和自發性在飯堂被壓垮，決定逃走，在此時遇見蒙哥馬利。
在這一年，可可嘗試說服布魯諾要去預訂音樂會的門票。多莉絲和蒙哥馬利成為朋友，多莉絲亦擔心其他同學的優秀成績會突顯出自己的普通。勒罗伊和舍伍德繼續為勒罗伊拒絕做家課（勒羅伊是文盲，並以交功課為恥）一事而爭吵。布魯諾因不願意公開演奏他的音樂，而與其父爭執。可可告訴布魯諾她的信念是「在這黑暗的小星球上跳完最後一支舞」，所以它一定是驚人的。伯格老師警告莉莎她不夠勤奮。畢業生米高贏得享負盛名的獎學金，並告訴多莉絲威廉·莫里斯经纪公司打算派他去電視試播的面試。

### 第二年
新生希拉莉·凡·多倫入學，她和可可本來與勒羅伊爭吵，但希拉莉後來對勒羅伊慚生情愫。布魯諾和沙羅夫斯基老師就傳統管弦樂器和合成樂器的優點作出辯論。布魯諾的父親在校外演奏布魯諾的作品，吸引學生在街上跳舞。在一次表演練習中，學生需要泄露一個痛苦的回憶。蒙哥馬利揭露了他的同性戀傾向，當他出櫃的時候，他被穿上《洛基恐怖秀》異性衣服的拉爾夫欺負。多莉絲說出她得悉弗雷迪·普林茲之死。伯格老師將莉莎逐出舞蹈部，莉莎想過自殺，最後她將舞蹈服飾丟進地鐵路軌，然後大呼：「幹它的，如果我不會跳舞，我會轉去戲劇部。」

### 第三年
拉爾夫和多莉絲發現被彼此吸引，但他們的日漸親密使得蒙哥馬利覺得自己被排擠。希拉莉帶勒羅伊回家，打算給她父親和後母驚喜。拉爾夫的妹妹被物質依賴，拉爾夫於是抨擊她母親以帶她去天主教堂慰藉她，而非尋求醫生意見。多莉絲亦開始對猶太教養表示質疑，並改名「多米尼克·杜邦」。她和拉爾夫去8街劇院參加《洛基恐怖秀》演員甄選，在歌曲《时间扭曲》時，多莉絲撕毀了她的上衣並加入劇組。第二天，她覺得昏厥，她了解到作為一個演員，她可以投放不同的性格，但她奔進向演員目標奮鬥，仍在排期表的米高，她覺醒了。

### 第四年
拉爾夫跟隨其偶像弗雷迪·普林茲的腳步演出棟篤笑，並取得初步成功。他投入了硬派對的生活方式，令他與多莉絲的關係開始緊張。在受到所屬笑話俱樂部的追捧之後，他與多莉絲和蒙哥馬利爭吵，並因此說出了髒話。他對自己感到厭惡，他亦因此相信自己的事業已走到盡頭。但蒙哥馬利安慰他，並說髒話是娛樂事業的一部份。希拉莉獲三藩市芭蕾舞團錄取，並為此而進行人工流產（這暗示著胎兒的父親是勒羅伊）。可可在飯店被一名聲稱是董事長的男子吸引。她天真地去他的別墅進行「試鏡」，原來他並非如她所料，而是一個業餘色情電影的導演，打算操縱她脫衣拍攝，她忍不住抽泣。勒羅伊獲艾文·艾利的舞蹈團錄取，但要等他畢業後才正式生效。他決定在舍伍德老師丈夫的病房外找舍伍德老師，他之後抨擊她。她作出反擊之後感到懊惱，勒羅伊反過來安慰她。
在畢業時，學生演出片尾曲《我歌頌帶電肉體》，首幾句由莉莎、可可和蒙哥馬利主唱，之後由勒羅伊跳舞和布魯諾與搖滾樂隊演出，並向其他人分享音樂。

## 演員

### 學生
- 李·凱爾拉里（英语：Lee Curreri）飾演布魯諾·馬爾泰利（音樂部學生）
- 艾琳·卡拉飾演可可·埃尔南德斯（戲劇部、音樂部和舞蹈部學生）
- 保羅·麥凱恩（英语：Paul McCrane）飾演蒙哥馬利·麥克尼爾（戲劇部學生）
- 莫林·提菲（英语：Maureen Teefy）飾演多莉絲·芬薩克（戲劇部學生）
- 巴里·米勒（英语：Barry Miller (actor)）飾演拉爾夫·加西／劳尔·加西亚（戲劇部學生）
- 基恩·安东尼·雷（英语：Gene Anthony Ray）飾演勒羅伊·約翰遜（舞蹈部學生）
- 劳拉·迪恩（英语：Laura Dean (actress)）飾演莉莎·夢露（舞蹈部學生）
- 安東尼亞·法蘭切斯基（英语：Antonia Franceschi）飾演希拉莉·凡·多倫（舞蹈部學生）

### 教職員
- 阿爾伯特·黑格（英语：Albert Hague）飾演本傑明·沙羅夫斯基（音樂部教師）
- 安·美拉（英语：Anne Meara）飾演伊丽莎白·舍伍德（英語教師）
- 乔安娜·梅林（英语：Joanna Merlin）飾演奥利维亚·伯格（舞蹈部教師）
- 吉姆·穆迪（英语：Jim Moody (actor)）飾演基思·法雷尔（戲劇部教師）
- 黛比·艾伦飾演莉迪亚（舞蹈部教師）

## 取景
《我要高飛》於1979年8月至11月主要在紐約曼哈頓、布魯克林、皇后區和布朗克斯拍攝。
《我要高飛》並非在現實的演藝高中取景，因為紐約市教育局擔心劇本的內容。其後成為演藝高中校長的理查德·克莱恩對劇本的部份內容有些微的關注，後來他也對電影表示祝福，並對實際取景的建築物沒有異議。但由於教育局的決定，他必須讓步。
亞倫·帕克證實他曾乞求時任紐約電影局局長南希·利特菲尔德，在聽見被拒絕後給他辯解的機會。「我說：『拜托！拜托！拜托！讓我跟他們說。』之後我到那裡之後，成為我一生中最有說服力、最敏感和最誠實的事。我看著这一排的面孔，我就意識到它一點兒不在乎。他們的思想在很久、很久之前構造。」
學校外牆使用位處現實學校對面的聖母瑪利亞堂左翼拍攝。教堂正門在學生使用的門口右邊，被一塊名為「雷明顿酒店」的跑马灯覆蓋著。
兩間已荒廢的學校—在地獄廚房第十大道和57街與58街交界的哈倫高中（今约翰·杰伊刑事司法学院），和位處東村第一大道150號與東9街交界的表演空間122號，被改建成廠景拍攝場地。而大部份面試場景在哈倫高中拍攝（舞蹈部除外，使用表演空間122號拍攝），接續面試的舞蹈場景使用由編舞查尔斯·莫尔顿安排的表演空間122號二樓的舞蹈室拍攝。而莉莎被逐出舞蹈部的情景中，伯格老師辦公室的门把手清晰顯示出「紐約市公立學校」的字樣。在狭窄房间上課的舞蹈課情節和舍伍德老師的課室則在哈倫高中拍攝。所有走廊和樓梯場景（除勒羅伊輪滑的情節外）、飯堂場景和有磚牆的課室均在表演空間122號拍攝。畢業情節則在哈倫高中的演奏廳拍攝。

## 獎項及提名

### 第53屆奧斯卡金像獎
《我要高飛》獲六項提名，其中兩項獲獎。
- 獲得最佳原創音樂獎—迈克尔·戈尔（英语：Michael Gore）
- 獲得最佳原創歌曲獎—《我要高飛》
- 獲提名最佳原創歌曲獎—《我自己在这里》
- 獲提名最佳音響獎—迈克尔·J·科胡特（英语：Michael J. Kohut）、亞倫·羅金（英语：Aaron Rochin）、杰伊·M·哈丁（英语：Jay M. Harding）、克里斯托弗·纽曼（英语：Chris Newman (sound engineer)）
- 獲提名最佳原創劇本獎—克里斯托弗·戈尔
- 獲提名最佳影片剪辑奖—格里·汉布林（英语：Gerry Hambling）

### 英國電影學院獎
- 獲得最佳音響獎（英语：BAFTA Award for Best Sound）—克里斯托弗·纽曼（英语：Chris Newman (sound engineer)）、莱斯·威金斯、迈克尔·J·科胡特（英语：Michael J. Kohut）
- 獲提名最佳剪辑奖（英语：BAFTA Award for Best Editing）—格里·汉布林（英语：Gerry Hambling）
- 獲提名最佳導演獎—亞倫·帕克
- 獲提名安东尼·阿斯奎斯（英语：Anthony Asquith）最佳音樂獎—迈克尔·戈尔（英语：Michael Gore）

### 金球獎
- 獲提名最佳音樂及喜劇類電影女主角獎—艾琳·卡拉
- 獲提名最佳原創配樂獎—迈克尔·戈尔（英语：Michael Gore）
- 獲提名最佳音樂及喜劇電影獎
- 獲得最佳原創歌曲獎—《我要高飛》

## 文化影響
《我要高飛》上映後，衍生出由李·凱爾拉里、阿爾伯特·黑格、基恩·安东尼·雷和黛比·艾伦主演的同名電視劇。並衍生出外傳式電視劇、和於1988年在邁阿密首演的同名音樂劇，並於1995年起在倫敦西區劇院演出，截至2015年6月仍未落幕。美高梅亦曾在2009年翻拍此電影，但對比起1980年版，翻拍版劣評較多。黛比·艾伦在此版再次出現，但改為飾演安吉拉·西姆斯校長。
在香港，歌手陳潔靈和葉德嫻主唱，收錄在1986年葉德嫻同名專輯的歌曲《千個太陽》便是由《我要高飛》的片尾曲《我歌頌帶電肉體》改編。亞洲電視亦於1984至1985年間逢星期六黃昏賽馬結束後播放同名電視劇。

## 外部連結
- 互联网电影数据库（IMDb）上《Fame》的资料（英文）
- TCM电影资料库上《Fame》的资料（英文）
- Box Office Mojo上《Fame》的資料（英文）
- 爛番茄上《Fame》的資料（英文）